# Cañuelas (Buenos Aires)
Cañuelas is een plaats in het Argentijnse bestuurlijke gebied Cañuelas in de provincie Buenos Aires. De plaats telt 24.380 inwoners.

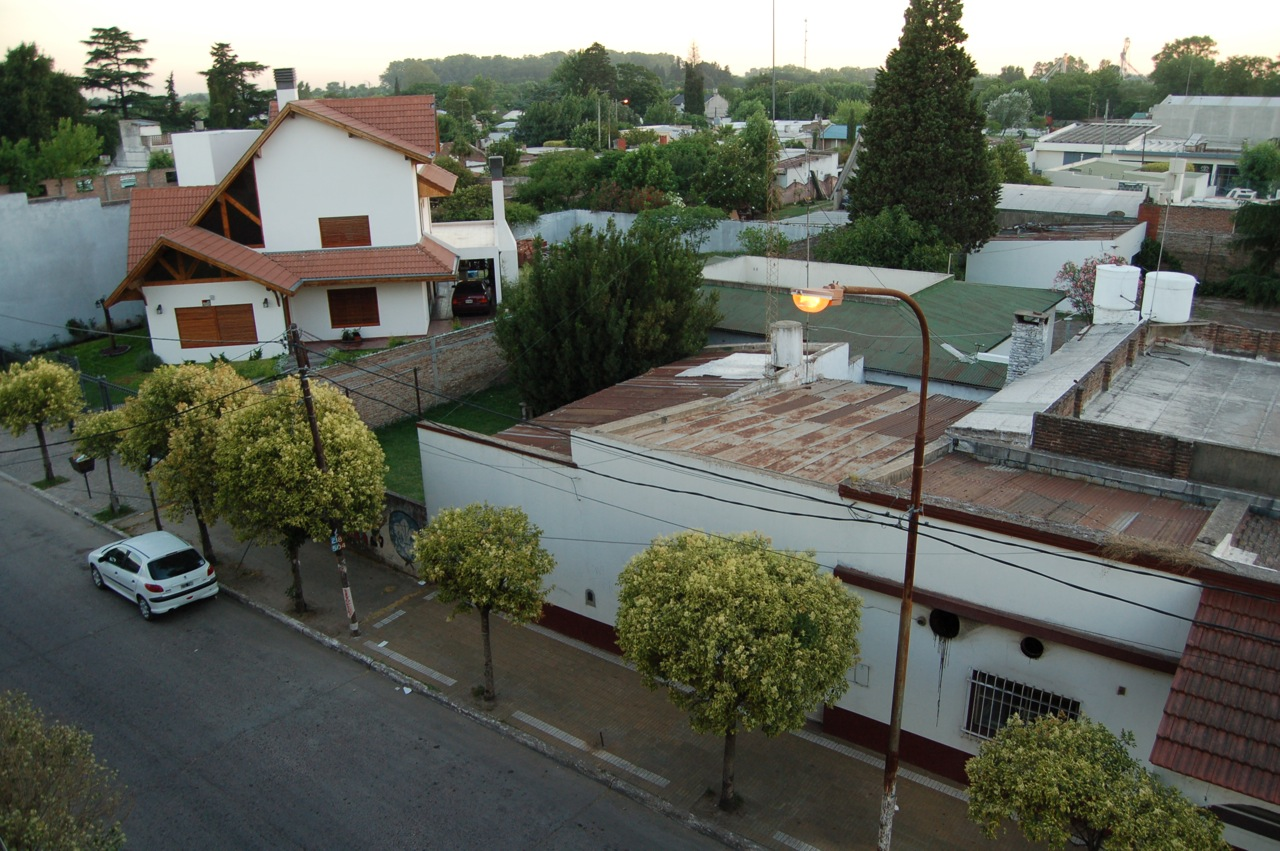